# Émile Placet
Paul Émile Placet né le 5 septembre 1834 à Voves (Eure-et-Loir) et mort le 12 décembre 1912 à Paris 5e est un photographe et un ingénieur français.

## Biographie
Émile Placet, diplômé de l'École centrale des arts et manufactures en 1857, a été actif en photographie de 1864 à 1889.
En 1864, il succède aux Frères Bisson au 8, rue Garancière à Paris jusqu'aux alentours de 1867 alors qu'il s'installe au 328 rue Saint-Jacques. La même année, il présente à l'exposition de la Société française de photographie, dont il est adhérent, diverses spécimens d'héliographies. Il présente des spécimens semblables à l'exposition de 1865 à la différence près qu'il donne quelques détails : Taille-douce, typographie, lithographie, gravure sur verre, émaux, damasquinage etc. La planche d'acier représentant l'église Saint-Étienne-du-Mont est gravée à la lumière du pétrole.
En 1867, on le retrouve associé à Jules Joly-Grangedor (1819-1871) avec qui il expose à l'exposition universelle de 1867. On le trouve ensuite à l'exposition universelle de Paris de 1889 où il obtient une médaille de bronze.
Son atelier était localisé 13, rue de Montenotte.